# Trooping the Colour

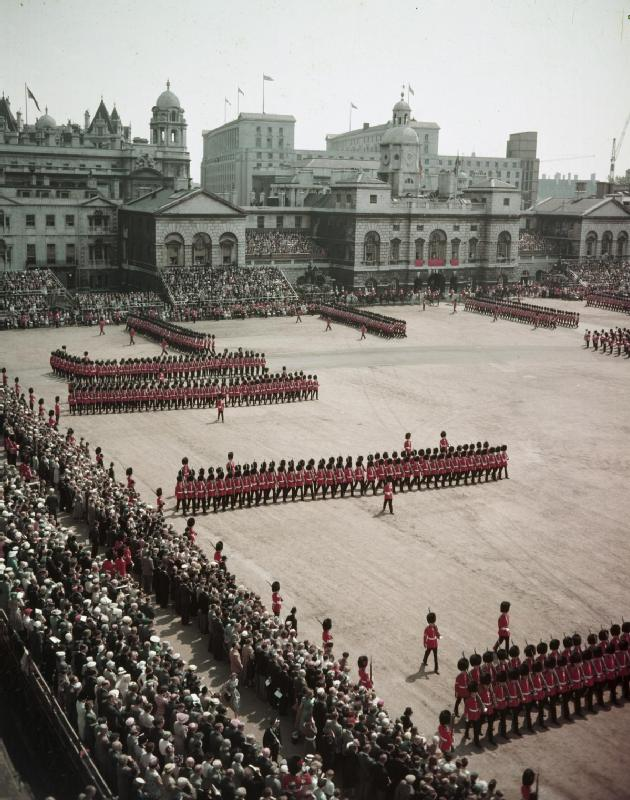
Trooping the Colour in 1956

Trooping the Colour of Trooping of the Colour is een jaarlijks terugkerende ceremonie gehouden op de zaterdag voor of na 10 juni ter ere van de officiële verjaardag  van de regerende monarch van het Verenigd Koninkrijk, koning Charles III. Zijn eigenlijke verjaardag is op 14 november. 
Tijdens de ceremonie tonen militaire gardes een eerbetoon aan de koning(in) door middel van vlagvertoon en een parade. Trooping the Colour, oftewel het paraderen (trooping) met het vaandel (colour), vindt plaats op Horse Guards Parade, de grote 'binnenplaats' op Horse Guards Road te Londen.
De route die wordt afgelegd start bij Buckingham Palace en loopt vervolgens via The Mall langs St. James's Park om daarna af te slaan naar de Horse Guards Road. Langs de route staat doorgaans veel publiek. Na terugkomst op Buckingham Palace is er de zogenoemde balkonscène, en een ceremoniële vlucht door de Red Arrows.
Tot 1986 legde koningin Elizabeth II de route altijd af te paard, nadien had zij besloten om zich te verplaatsen per rijtuig en dat is tot haar overlijden niet meer veranderd. Zij werd vergezeld door haar Militaire Huis en de erekolonels van de regimenten. Met de ceremonie van 17 juni 2023 werd de oude traditie hernomen, en legde koning Charles III de route te paard af. Sinds 2024 rijdt koning Charles III weer niet op een paard, omdat hij sindsdien wordt behandeld tegen kanker. 
De parade wordt elk jaar rechtstreeks op de Britse staatstelevisie BBC uitgezonden.